# Kalakapur, Ron
Kalakapur là một làng thuộc tehsil Ron, huyện Gadag, bang Karnataka, Ấn Độ.